# سديم القزحية
سديم القزحية أو إن جي سي 7023 (بالإنجليزية: Iris Nebula )
هو سديم يحوي تجمع نجمي مفتوح في كوكبة الملتهب. وهو يسمى أيضا NGC 7023
طبقا لـ الفهرس العام الجديد. يبعد عنا نحو 1300 سنة ضوئية ،و يبلغ الاتساع الزاوي لسديم القزحية 18' في 18' (بالدقيقة القوسية). إن جي سي 7023 هو عبارة عن سديم انعكاسي ، يضيؤه نجم مركزي فيه تبلغ شدة لمعانه 1و7 قدر ظاهري.
اكتشف إن جي سي 7023 في يوم 18 أكتوبر 1794 ، وأكتشفه العالم الفلكي سير وليام هيرشل.

## الموقع
يقع سديم القزحية بالقرب من نجم T Cephei الذي هو نجم من نوع ميرا (نجم) (شديد الالتهاب) في كوكبة قيطس. وفي نفس الوقت فهو قريب من نجم الفرق Beta Cephei الشديد اللمعان وتبلغ شدة لمعانه +3.23 . يبعد سديم القزحية عنا نحو 1300 سنة ضوئية ويبلغ اتساعه نحو 6 سنوات ضوئية.

## بعض الصور

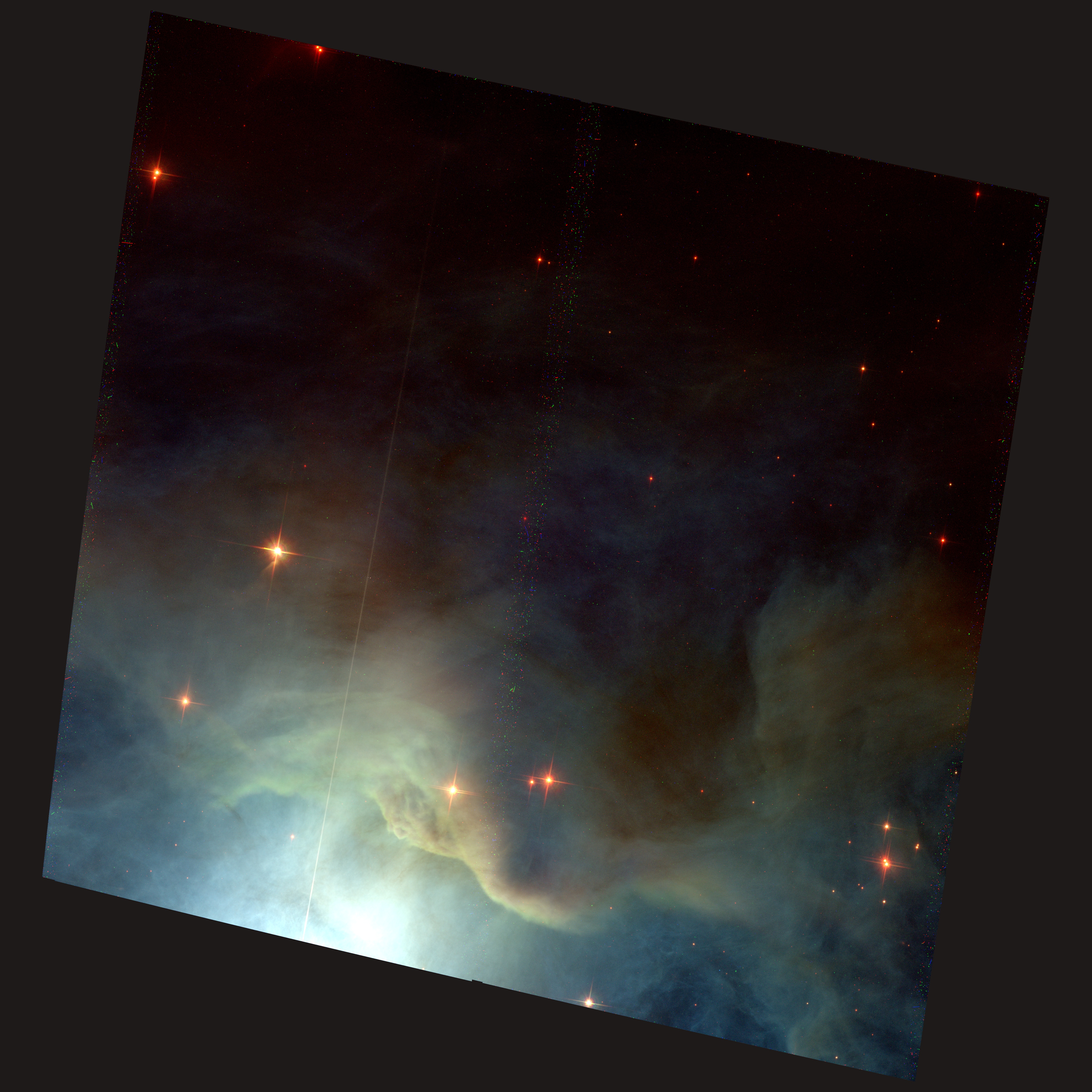
صورة من تلسكوب هابل الفضائي للجزء الشمالي الغربي
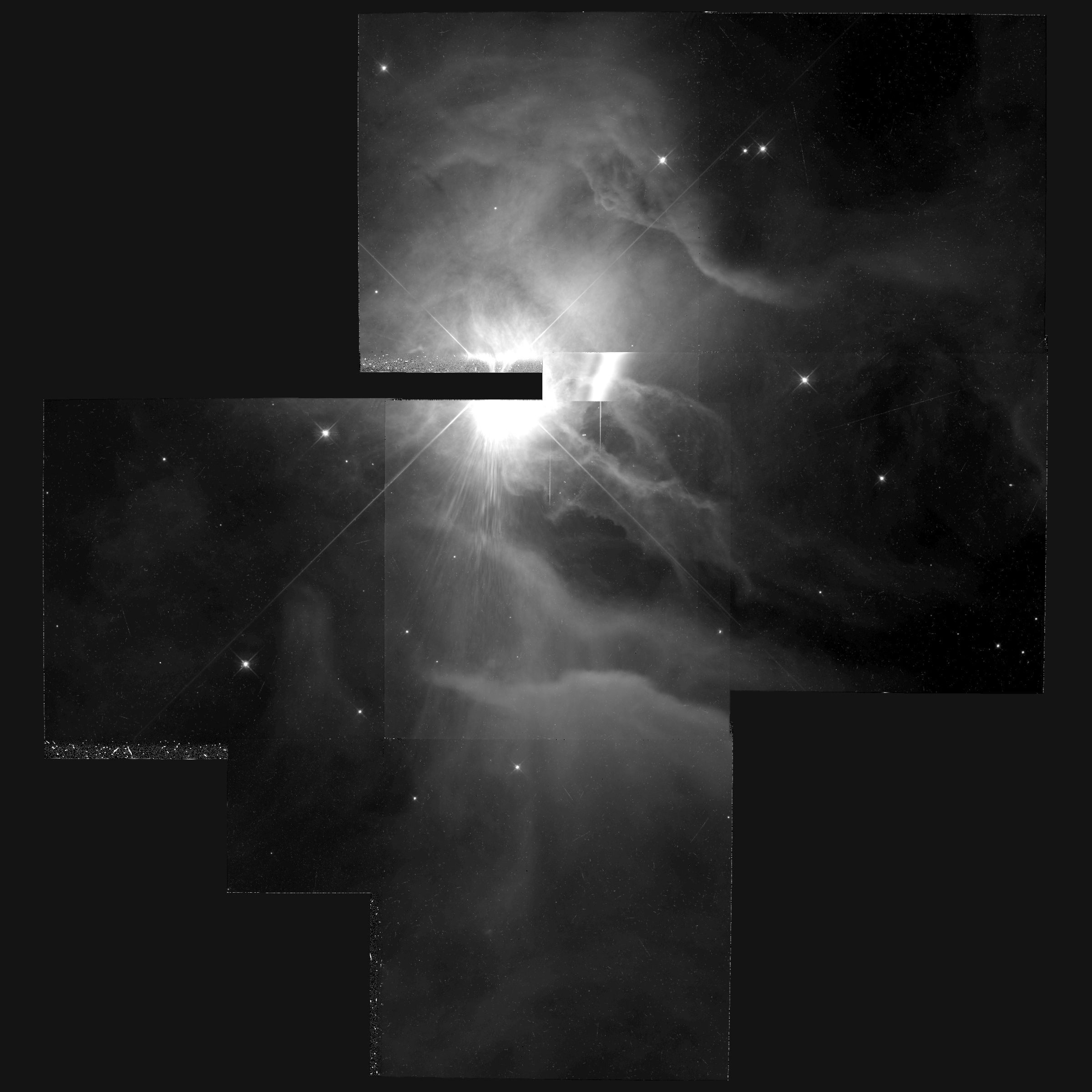
عدة صور متطابقة لقطها تلسكوب هابل الفضائي

## وصلات خارجية
- SEDS – NGC 7023
- Simbad – NGC 7023
- VizieR – NGC 7023
- NED – NGC 7023
- Dark Atmospheres Photography – Iris Nebula NGC 7023
- See NGC 7023 in WorldWide Telescope
- سديم القزحية على موقع ويكي سكاي: DSS2, SDSS, GALEX, IRAS, Hydrogen α, X-Ray, Astrophoto, Sky Map, Articles and images

## اقرأ أيضا

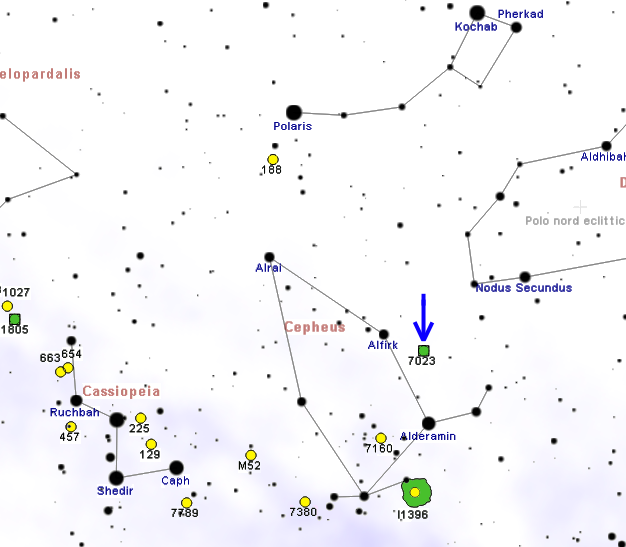
خريطة تبين موقع إن جي سي 7023 بالقرب من نجم الفرق (عن: Roberto Mura)

- سديم الشبح الصغير
- سديم الشبح
- إن جي سي 2070
- إن جي سي 2080
- آر 136
- نجم آر136 إيه1
- إل إتش 95
- ثقب أسود
- إن جي سي 1982
- إن جي سي 604
- إن جي سي 1961
- إن جي سي 1502
- إن جي سي 7006
- سديم القلب